# Distrikt Tomas

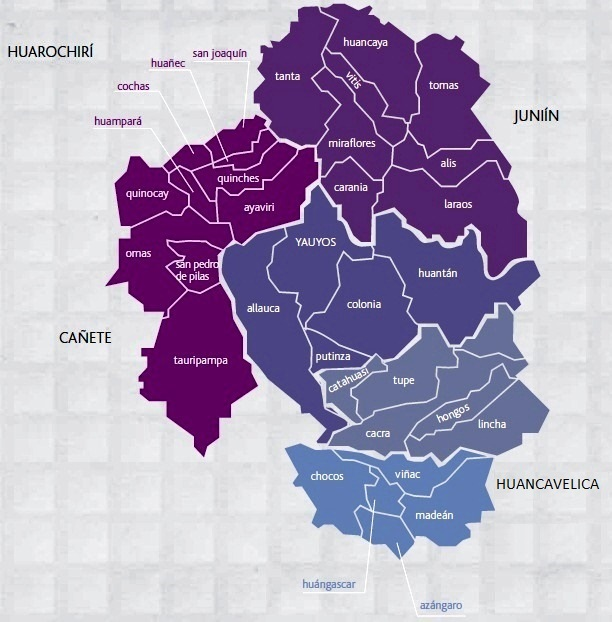
Karte der Provinz Yauyos

Der Distrikt Tomas liegt in der Provinz Yauyos in der Region Lima im zentralen Westen von Peru. Der Distrikt wurde am 16. Oktober 1933 gegründet. Er besitzt eine Fläche von 293 km². Beim Zensus 2017 wurden 599 Einwohner gezählt. Im Jahr 1993 lag die Einwohnerzahl bei 939, im Jahr 2007 bei 1077. Sitz der Distriktverwaltung ist die 3540 m hoch gelegene Ortschaft Tomas mit 287 Einwohnern (Stand 2017). Tomas befindet sich knapp 31 km nordöstlich der Provinzhauptstadt Yauyos. Ein etwa 3 km breiter Streifen entlang der westlichen Distriktgrenze liegt innerhalb des Schutzgebietes Reserva Paisajística Nor Yauyos Cochas.

## Geographische Lage
Der Distrikt Tomas befindet sich in der peruanischen Westkordillere im äußersten Nordosten der Provinz Yauyos. Entlang der nördlichen und östlichen Distriktgrenze verläuft die kontinentale Wasserscheide. Das Areal wird über den Río Alis nach Südwesten zum Río Cañete entwässert.
Der Distrikt Tomas grenzt im Süden an die Distrikte Alis und Laraos, im äußersten Südwesten an den Distrikt Vitis, im Westen an den Distrikt Huancaya, im Norden an den Distrikt Canchayllo (Provinz Jauja), im Nordosten an den Distrikt San José de Quero (Provinz Concepción) sowie im Südosten an den Distrikt Yanacancha (Provinz Chupaca).